# Iglesia antigua de la Asunción de María (Chert)

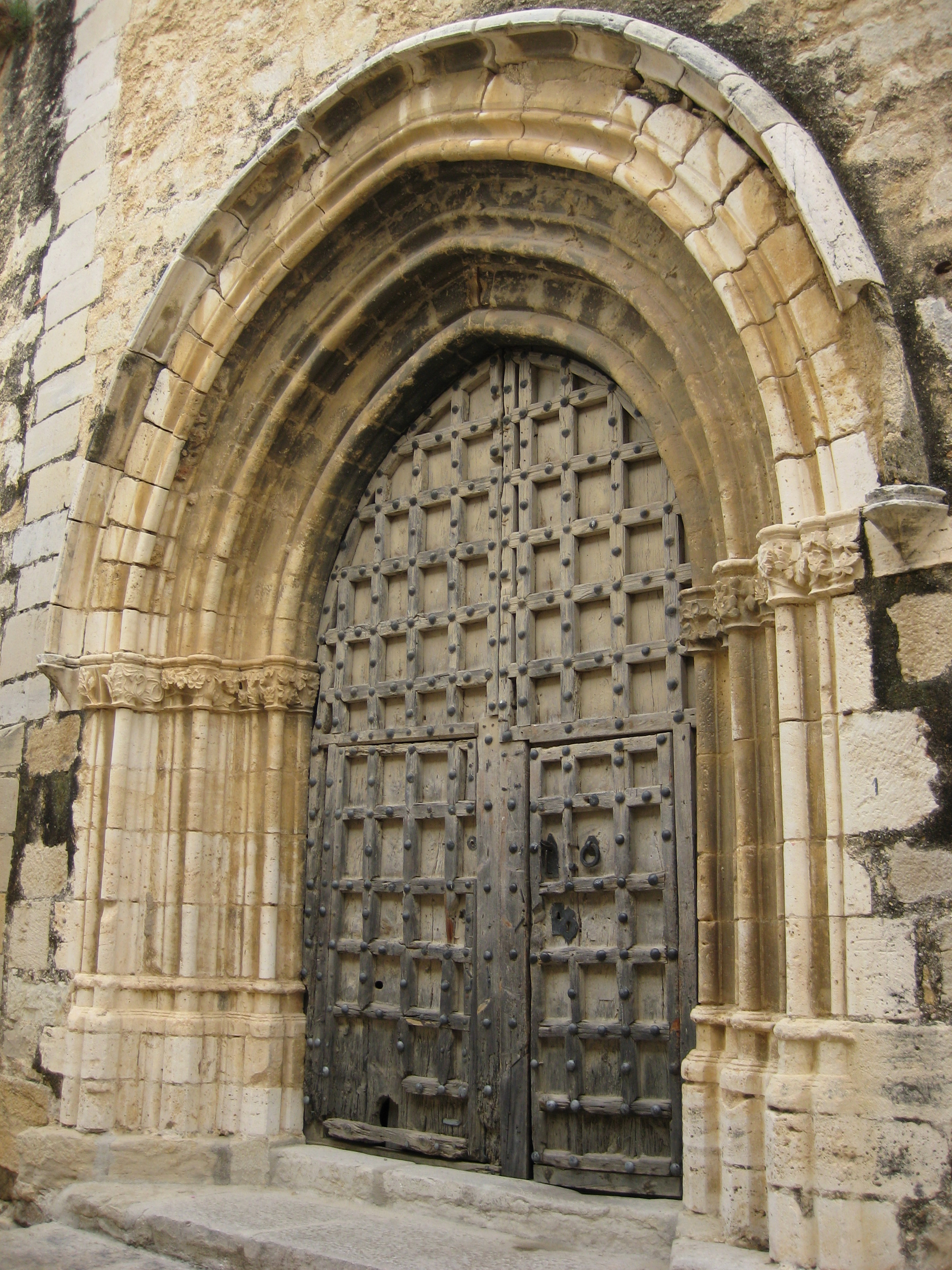
Portada lateral gótica

La Iglesia Parroquial de la Asunción de María (Antigua) de Chert, en la comarca del Bajo Maestrazgo, de la provincia de Castellón, es una iglesia que se erigió a partir de los muros del antiguo castillo de la mencionada localidad de Chert. Está catalogada como Bien de Relevancia Local, según la Disposición Adicional Quinta de la Ley 5/2007, de 9 de febrero, de la Generalidad Valenciana, de modificación de la Ley 4/1998, de 11 de junio, del Patrimonio Cultural Valenciano (DOCV Núm. 5.449 / 13/02/2007).
Presenta como código identificador el número: 12.03.052-007.

## Descripción histórico artística
Se trata de una iglesia católica construidas siguiendo las pautas del de estilo  renacentista con vestigios  góticos, y está situada en el centro histórico de la población, constituyendo, en opinión de arquitectos como Arturo Zaragozá y Miguel García Lisón, una sucesión armónica y perfecta entre el gótico de la construcción primitiva con el estilo renacentista posterior.
Hasta 1962 fue sede de una  parroquia del obispado de Tortosa, pero en esta fecha se inauguró la nueva iglesia de la Asunción, en la zona llana de la población.
Actualmente se utiliza el edificio para la realización de actos de diversas índoles, desde religiosos a culturales, primando los conciertos y las exposiciones.
En el año 1984 se comenzaron los trabajos para la restauración del templo.
Se estima que la parte más antigua fue construida a finales del siglo XIII y principios del siglo XIV, y es la parte que se encuentra ubicada en la parte de la nave central que está justo debajo de la espadaña-campanario.

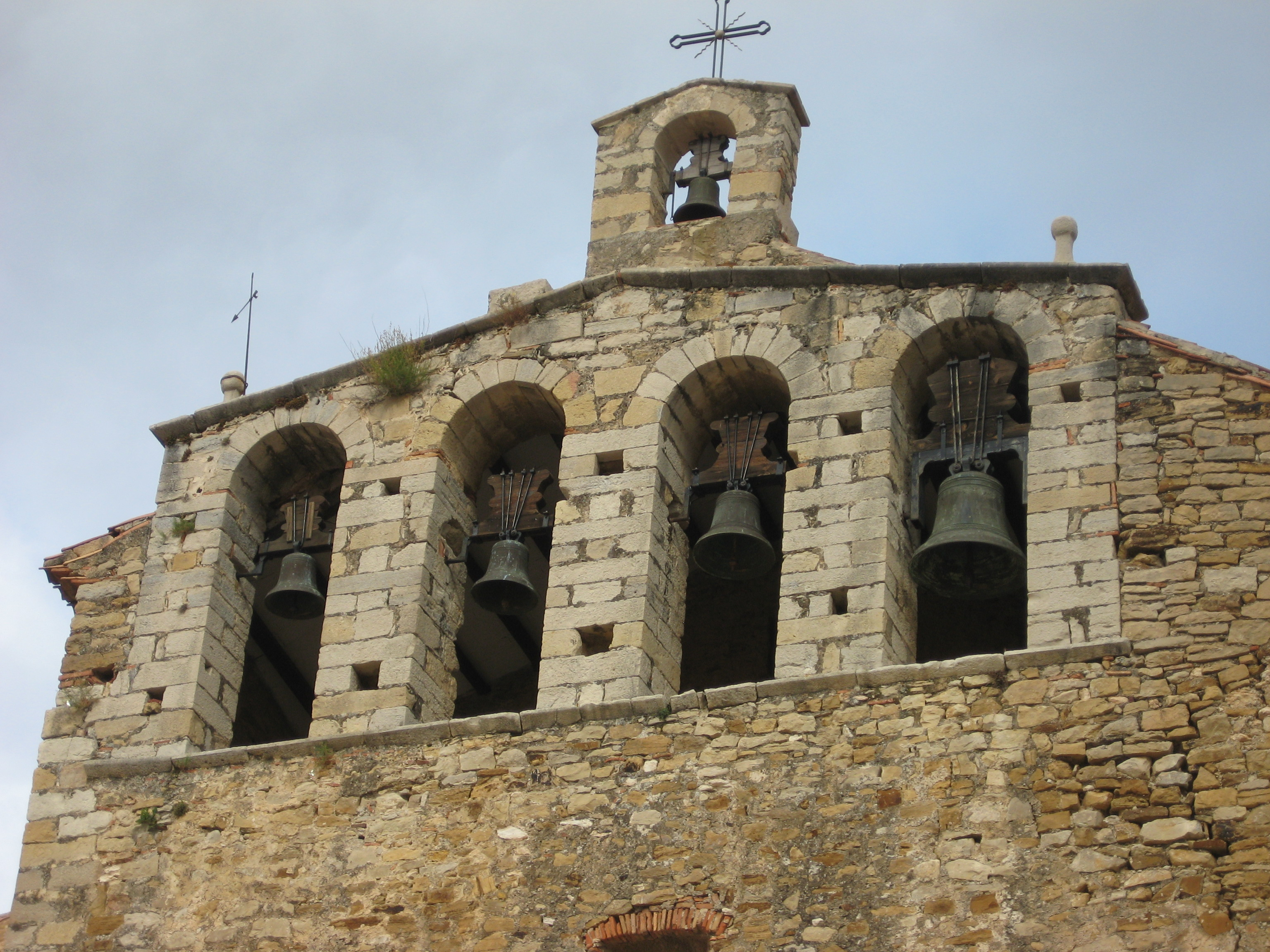
Espadaña

Según se desprende del libro “Historia Eclesiástica de Chert”, de mosén Miguel Segarra y otros los documentos más antiguos conservados, el templo estaba constituido por una sola nave, construida sobre cuatro arcos diafragmáticos y con una cubierta que presenta una techumbre de madera de doble vertiente. La bóveda, que presenta nervatura gótica, posee en su centro el símbolo de la orden de San Juan del Hospital.
Por su parte el altar mayor, que está dedicado a la Asunción de la Virgen, presentaba una orientación hacia el este.
La fachada principal es posterior, aproximadamente del siglo XV, momento en el que se construyó la portada gótica, que se actualmente se sitúa frente a la antigua Casa Abadía.
Como consecuencia del aumento de la población, la iglesia primitiva quedaba pequeña, hecho que motivó el interés del Obispado de Tortosa por iniciar la construcción, alrededor de 1638, de un nuevo edificio, añadiendo un presbiterio, dos sacristías, dos capillas (la de San Roque y la del Santo Cristo) y el transagrario. Esta obras se alargaron, por problemas económicos para poder sufragarlas, hasta finales del siglo XVII. Con esta remodelación se produjo el derribo de la parte más antigua del templo, es decir, la de estilo gótico.
No se llevó a cabo la construcción de una torre campanario, sino que se procedió a la ampliación de la antigua espadaña.
Autores domo el profesor de la Universidad de Valencia, Joan Micó, hablan de un incendio acaecido en 1859, que quemó el altar mayor barroco y causó daños estructurales, tanto en la piedra de la parte del ábside, como en las nervaduras y paredes laterales.
Las campanas de la Iglesia tienen historia propia, y la más antigua de ellas data del año 1398 y se le llama la de misa de alba, ya que se utilizaba en un primer momento para convocar al pueblo a la misa de antes del alba.
Esta primitiva campana y otra de las tres que se añadieron a la espadaña, fueron reubicadas en el campanario de la nueva iglesia parroquial que se construyó en la segunda mitad del siglo XX en el centro del pueblo.